# Колен, Жан-Гийом-Сезар
Жан-Гийом-Сезар Александр Ипполит Колен (Jean-Guillaume-César Colin; 1783—1859) — бельгийский экономист, глава коллективистической школы, барон. 
Происходил из старинного дворянского рода, получил аристократическое воспитание под руководством иезуита; служил во французской армии, оставил её во время Реставрации Бурбонов, затем был врачом в Гаване. В 1830 году возвратился во Францию и принял французское подданство. В 1835 году появилась его первая работа «Pacte social», 16 лет спустя — обширное сочинение «Qu’est ce que la science sociale?».
Противник философского материализма, Колен создал свою метафизическую систему, построенную на дуализме: бессмертный человеческий дух домогается освобождения от уз материальных забот и налагаемых обществом стеснений. Свобода и справедливость, порождаемая этим духом, требуют воплощения вовне; отсюда вытекает, по его мнению, необходимость «нравственного порядка», который состоит в «примирении свободы поступков с обусловленностью фактов». Люди, как считал Колен, равны между собой; лишь внешние условия делают их неравными. Порядок, освящающий неравенство во имя высших начал и благоприятствующий «бездействию разума», он называл «периодом невежества и подавления свободной критики»; за ним последовал фазис «невежества, но независимости критики», а ныне (на момент жизни Колена), как он считал, приближается третий период — полного знания и свободы. Другими словами, теократия побеждается анархической демократией, а эта последняя уступает место логократии, или рациональному коллективистическому режиму. С обращением земли в общую собственность труд, по мнению Колена, делается свободным, рабочие получают независимость и заработная плата достигает своего максимума; бессмертный дух освобождается из-под власти материи и начинает господствовать над ней; рабочие соединяются в поощряемые государством кооперации; союзы предпринимателей подвергаются запрещению. Господству капитала полагаются разнообразные препятствия: стеснения наследственного права (наследование допускается лишь по прямой линии, и то по завещанию), ограничения прав кредиторов, конкуренция государства в деле торговли и прочие. С укреплением коллективистического строя во всех государствах должны, с точки зрения Колена, пасть национальные преграды.
Распространившееся преимущественно в Бельгии, учение Колена не осталось без влияния и на позднейшие социалистические системы (например, учения Генри Джорджа и Лория). 

## Печатные работы
Важнейшие сочинения Колена, кроме двух уже названных, следующие: «Socialisme rationnel» (1856); «L’économie politique» (1857, 2-е изд. 1891); «La société nouvelle» (1857); «De la souveraineté» (1857—88); «Science sociale» (1858, 2-е изд. 1884); «De la Justice dans la science, hors l’Eglise et hors la Révolution» (1861). О взглядах самого Колена также был написан ряд работ: Laveley, «Le socialisme contemporain» (ch. XI, 1893); Flint, «Historical philosophy in France, French Belgium and Switzerland» (ch. XII, 1893); Malon, «Le socialisme intégral» (v. I, 1891); его же, «Histoire du socialisme depuis les temps les plus reculés jusqu’à nos jours» (1885).